# Angelo Peruzzi
Angelo Peruzzi, italijanski nogometaš, * 16. februar 1970, Blera, Viterbo, Italija.
Peruzzi je v svoji karieri igral za Romo, Verono, Juventus, Inter in S.S. Lazio. V času igranja za Juventus je osvojil tri naslove državnega prvaka in naslov zmagovalca Lige prvakov. 
Peruzzi je med letoma 1995 in 2005 za italijansko reprezentanco zbral 31 nastopov. Udeležil se je Evropskega prvenstva 1996 kot prvi vratar ter Evropskega prvenstva 2004 in Svetovnega prvenstva 2006 kot rezervni vratar. Na slednjem je bil član italijanskega moštva, ki je osvojilo naslov svetovnega prvaka, čeprav ni nastopil na nobeni tekmi.

## Reprezentančna kariera
Peruzzi je za italijansko reprezentanco debitiral 25. marca 1995 na domači tekmi proti Estoniji v kvalifikacijah za Evropsko prvenstvo 1996, nakar je izpodrinil Gianluco Pagliuco kot prvi vratar izbrane vrste. Po petih nastopih na kvalifikacijskih tekmah je nastopil tudi na vseh treh tekmah na zaključnem tekmovanju Evropskega prvenstva 1996 v Angliji, kjer je bilo njegovo moštvo izločeno po skupinskem delu.
V kvalifikacijah za Svetovno prvenstvo 1998 je zbral sedem nastopov ter je bil načrtovan kot prvi vratar tudi za zaključno tekmovanje v Franciji. Kratko pred prvo tekmo se je poškodoval ter ga je na seznamu igralcev nadomestil Francesco Toldo, medtem ko je na tekmah nastopal Pagliuca.
Kljub temu, da se je Peruzzi septembra 1998 vrnil in nastopil na prvi tekmi Italije v kvalifikacijah za Evropsko prvenstvo 2000 proti Walesu, ga je kmalu zatem kot prvi vratar izbrane vrste izpodrinil Gianluigi Buffon ter je bil ta nastop njegov edini v teh kvalifikacijah. Čeprav je takratni selektor Dino Zoff želel uvrstiti Peruzzija na seznam igralcev za zaključno tekmovanje Evropskega prvenstva 2000 v Belgiji in na Nizozemskem, ta ni želel biti del moštva kot rezervni vratar. Kratko pred prvo tekmo se je Buffon poškodoval ter je namesto njega na turnirju nastopal Toldo. Peruzzi je po koncu kariere povedal, da mu je Zoff očital, da je s tem odstopom zapravil priložnost, da bi zopet postal prvi vratar Italije, ki je v finalu turnirja v podaljšku izgubila proti Franciji.
V izbrano vrsto se je vrnil šele leta 2004, ko je bil selektor Giovanni Trapattoni, ki mu je 28. aprila tega leta dal priložnost na prijateljski tekmi proti Španiji, kjer je v drugem polčasu nadomestil Buffona. Trapattoni ga je kmalu zatem uvrstil tudi na seznam igralcev za zaključno tekmovanje Evropskega prvenstva 2004 na Portugalskem, kjer pa kot rezervni vratar ni nastopil na nobeni tekmi.
Tudi v kvalifikacijah za Svetovno prvenstvo 2006 je bil Peruzzi kot rezervni vratar redno na seznamu igralcev novega selektorja Marcella Lippija. Septembra in oktobra 2005 je zaradi poškodbe Buffona nastopil na treh zaporednih kvalifikacijskih bojih, nazadnje proti Sloveniji 8. oktobra tega leta. Lippi ga je kot rezervnega vratarja uvrstil tudi na seznam igralcev za zaključno tekmovanje Svetovnega prvenstva 2006 v Nemčiji, kjer je Italija osvojila svoj četrti naslov svetovnega prvaka. Peruzzi ni nastopil na nobeni tekmi, po koncu turnirja pa je končal svojo kariero v izbrani vrsti.